# Makrinítsa (ort i Grekland, Mellersta Makedonien)
Makrinítsa (Makrinitsa) är en ort i Grekland.   Den ligger i prefekturen Nomós Serrón och regionen Mellersta Makedonien, i den norra delen av landet, 400 km norr om huvudstaden Aten. Makrinítsa ligger 378 meter över havet och antalet invånare är 280.
Terrängen runt Makrinítsa är bergig norrut, men söderut är den kuperad. Terrängen runt Makrinítsa sluttar söderut. Runt Makrinítsa är det ganska glesbefolkat, med 26 invånare per kvadratkilometer. Närmaste större samhälle är Áno Poróïa, 4,5 km öster om Makrinítsa. Trakten runt Makrinítsa består till största delen av jordbruksmark.